# Социално равенство
Социалното равенство е разбиране за равенство между хората по отношение на правата и задълженията им към обществото. Не бива да се бърка с убеждението, че хората са еднакви във физиологическо или интелектуално отношение.
В съвременната история социалното равенство се поставя като въпрос по време на Просвещението.
Някои философи го разглеждат като равенство пред закона.. Този възглед е заложен в Декларация за правата на човека и гражданина, последвала Великата френска революция.
Други философи защитават тезата, че хората трябва да имат равен достъп до „средствата за развитие и удовлетворение“. Анархистите виждат единственият начин за осъществяване на равенството в поддържането на равенство във възможността за упражняване на насилие.